# Đại lộ vành đai Paris

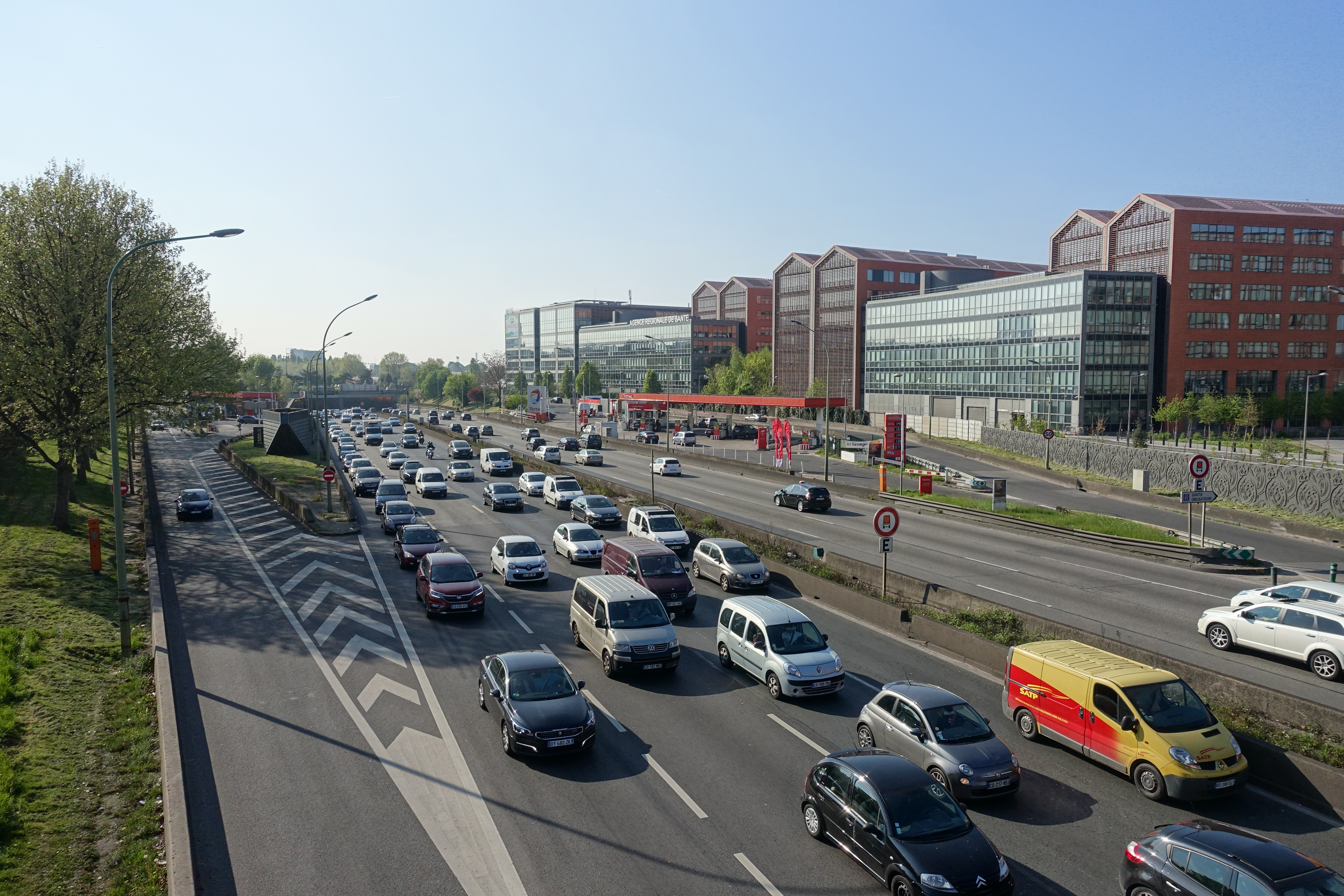
Đại lộ vành đai Paris tại cửa ô Aubervilliers

Đại lộ vành đai Paris (tiếng Pháp: Le boulevard périphérique de Paris, còn được gọi là Périph) là hệ thống đường giao thông bao quanh thành phố Paris, dài 35,04 km.
Đại lộ vành đai Paris gần như nằm trọn trên ranh giới hành chính phân chia Paris và ngoại ô. Các con đường này phần lớn gồm bốn làn xe chạy cho mỗi chiều, trừ một vài đoạn như giữa Porte d'Italie và Porte d'Orléans chỉ có hai làn, giữa Porte de Montreuil và Porte de Bagnolet có năm làn đường, giữa Porte d'Orléans và Porte de Sèvres cho ba làn. Vận tốc tối đa trên đại lộ vành đai Paris là 80 km/giờ.